# NGC 7058
NGC 7058 — группа звёзд в созвездии Лебедь.
Этот объект входит в число перечисленных в оригинальной редакции «Нового общего каталога».